# Asosa (zona)
Asosa è una delle zone amministrative in cui è suddivisa la Regione Benisciangul-Gumus in Etiopia.

## Woreda
La zona è composta da 8 woreda:
1. Asosa
2. Bambasi
3. Bilidigilu
4. Homosha
5. Kurmuk
6. Menge
7. Sherkole
8. Undulu